# Rekken (plaats)
Rekken is een dorp binnen de gemeente Berkelland in de Achterhoek, provincie Gelderland. Het dorp ligt op een steenworp afstand van de Nederlands-Duitse grens. Rekken bestaat uit twee verschillende kernen, gescheiden door het riviertje de Berkel, dat enkele honderden meters oostelijk Nederland binnenstroomt.
Rekken is voor de internationale luchtvaart een bekende locatie doordat ongeveer 5 km ten noordoosten van het dorp een radionavigatiebaken genaamd 'Rekken' (RKN) staat. Het baken Rekken maakt deel uit van een drukke oost-west luchtroute.

## Geschiedenis
De buurtschap en het latere kerkdorp Rekken wordt voor het eerst als 'Reke' in een 13e-eeuws document vermeld. In 1316 is er sprake van de marke Rekene. In 1379 wordt op de noordoever van de Berkel een van de parochiekerk te Eibergen afhankelijke kapel gesticht. Het kerspel Eibergen, dus inclusief Rekken, behoorde kerkelijk tot het bisdom Munster en wereldlijk tot de heerlijkheid Borculo, die op zijn beurt een Munsters leengoed was.
Een van de belangrijkste goederen in het noordelijk deel was de hof Odink ("Eunk"). Deze hof was oorspronkelijk een bezit van de abdis van het Stift Vreden. Aan Odink was het erfmarkerichter- of erfholtrichterschap van de mark van Rekken verbonden. Het Stift heeft de Hof in de 14e eeuw verkocht aan de heren van Solms tot Ottenstein. Door het huwelijk van Otto van Bronckhorst en Borculo met Agnes van Solms in 1418, kwam de hof Odink en daarmee ook het erfmarkerichterschap van Rekken in handen van de heren van Borculo.

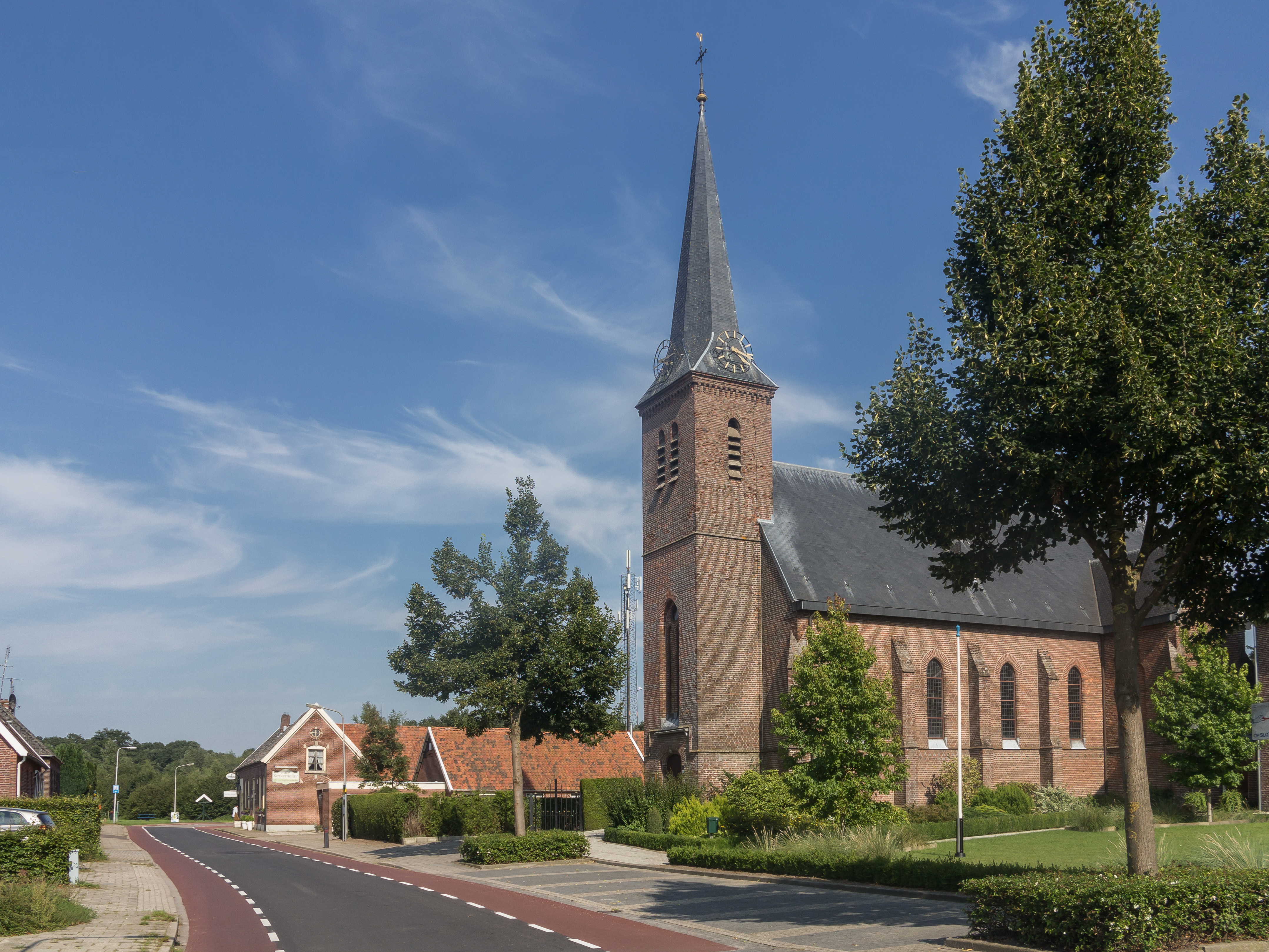
Rooms Katholieke kerk: De Martelaren van Gorcum

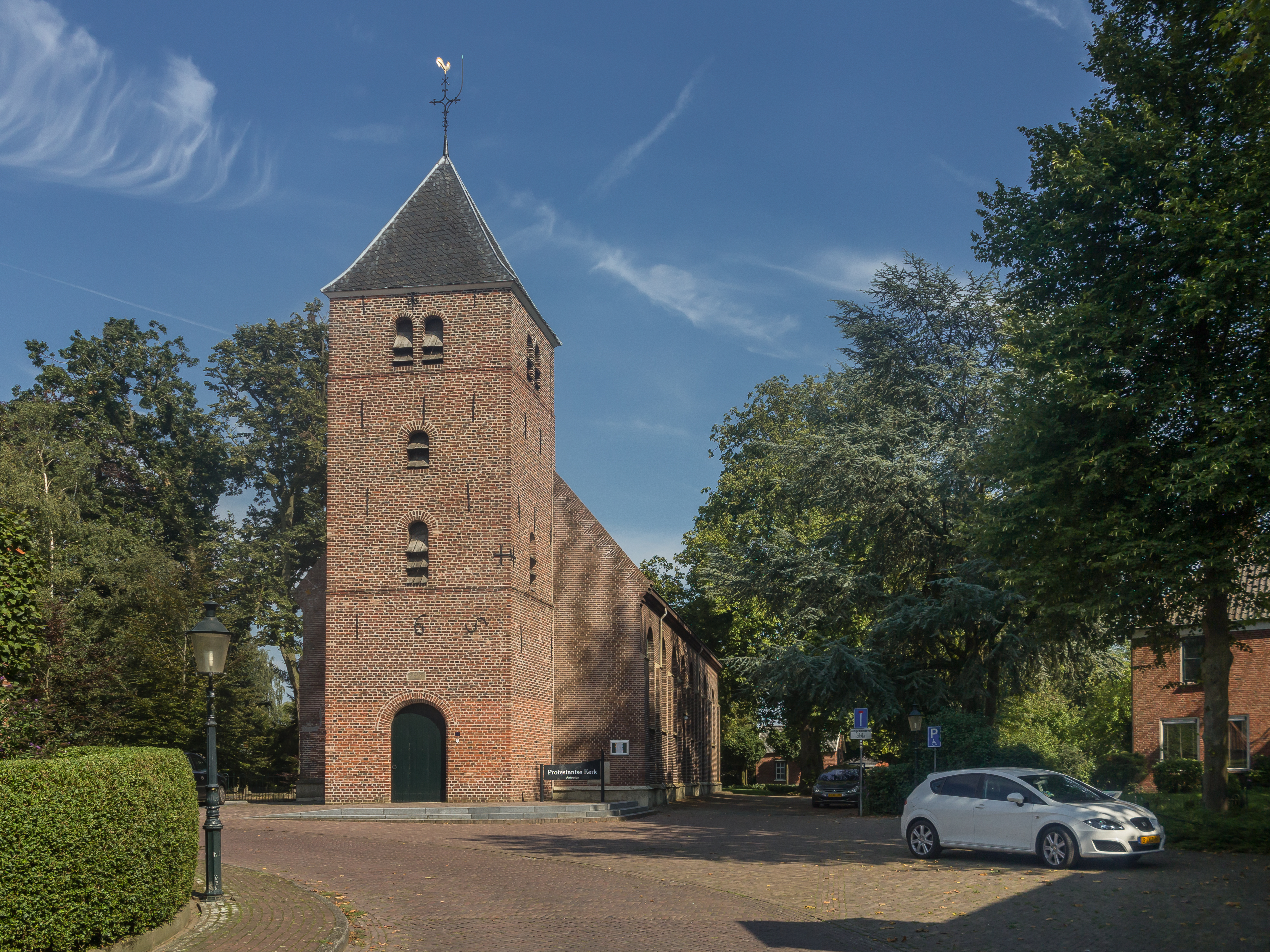
De Antoniuskerk in Rekken

Op 20 december 1615 (oude jaarstijl) wees het Hof van Gelderland in een omstreden vonnis, de heerlijkheid Borculo en daarmee Rekken toe aan graaf Joost van Limburg en Bronkhorst. Daarmee kwam Rekken in de invloedssfeer van het graafschap of kwartier van Zutphen, een van de drie samenstellende kwartieren van het voormalige Hertogdom Gelre. Een gevolg was dat de Eibergse kerk, waartoe de kapel van Rekken behoorde, toegewezen werd aan de Nederduitse Gereformeerde Kerk (later Nederlandse Hervormde Kerk). Rekken behoorde tot 1651 tot het kerspel Eibergen. In dat jaar werd Rekken een zelfstandige kerkelijke gemeente, waaraan actief werd bijgedragen door de gereformeerden uit het in het Munsterland gelegen kerspel Vreden.
De komst van vorstbisschop Bernhard von Galen in 1650 en meer in het algemeen de Vrede van Münster in 1648, had aan weerszijden van de grens ingrijpende gevolgen voor de niet door de respectievelijke overheden toegestane religies. Voor katholieken in de Heerlijkheid Borculo en Groenlo werd het moeilijker hun geloof uit te dragen, hetgeen in 1651 leidde tot de oprichting van een kerk net over de grens in het Zwilbroek.
Anderzijds moesten de gereformeerden uit Vreden steeds meer gebruikmaken van de kapel in Rekken. Zij waren grote voorstanders van de verzelfstandiging van Rekken, hetgeen bereikt werd met de benoeming van dominee Keitwerdius op 1 oktober 1651 tot predikant aldaar. Zwilbroek en Rekken zijn te beschouwen als politieke kerkstichtingen, omdat ze door de respectievelijke landsheren (de vorstbisschop en het Kwartier van Zutphen en Classis Zutphen) flink ondersteund werden.
Een ander goederencomplex was geformeerd rond de havezate Borgh of Merveld, gelegen op de noordelijke Berkeloever nabij de kapel, sedert 1651 kerk van Rekken (de Antoniuskerk). Van deze havezate zijn tot nu toe niet veel middeleeuwse bronnen bekend. De bezitter ervan was mede in het genot van het jachtrecht in de heerlijkheid Borculo. Ook lijkt er sprake te zijn van invloed op de gang van zaken in kerkelijk Rekken, althans in het begin van de 17e eeuw. In de 18e eeuw deelde de havezate het lot van de meeste havezaten in de Oostelijke Achterhoek, namelijk verval, degradatie tot boerderij en in het onderhavige geval zelfs algehele sloop.
In 1872 werd op de zuidoever van de Berkel een rooms-katholieke kerk gebouwd, die gewijd werd aan de in 1867 heilig verklaarde Heilige Martelaren van Gorcum: de Martelaren-van-Gorcumkerk. De kerk was tot 1915 een bijkerk van de Mattheusparochie van Eibergen. Hij is gebouwd op gronden van de katholieke boeren Poppink (Bouwman), Bots (Butz) en Gieber (Olminkhof/Lubbers). Rondom deze kerk, met het gelijktijdig gestichte café Kerkemeijer, ontstond de katholieke kern van Rekken, bekend onder de naam `het Kip`, naar een boerderij aldaar. Tegenover de kerk werd in de jaren ´20 van de twintigste eeuw een rooms-katholieke lagere school gebouwd, die de naam St. Theresiaschool kreeg.
De school en de huizen aan de noordzijde van de Rekkenseweg op het Kip zijn gebouwd op gronden van het nabijgelegen erve Bots.
In Rekken was omstreeks het midden van de 19e eeuw de kern ontstaan van de latere Gereformeerde Gemeente Rekken-Eibergen, die verschillende namen heeft gehad. In 1882 werd in Zuid-Rekken, op het erf van Te Raa (Hemsink) een klein gebouwtje gezet (er kon 80 man in) dat dienstdeed als provisorisch kerkgebouw voor de van de Nederlands Hervormde Kerk afgescheiden Gereformeerden. Het zwaartepunt van deze gemeente verschoof geleidelijk naar het dorp Eibergen. Rond 1930 werd het Rekkense kerkje steeds minder gebruikt, in 1936 verloor het zijn officiële kerk-status, en na nog wat jaren gebruik als landbouwschuur stortte het in op 27 november 1949.

## Rekkense Inrichtingen
Het voormalig veengebied ten noorden van het dorp is in het begin van de twintigste eeuw ontgonnen door en ten behoeve van de Rekkense Inrichtingen. De oorspronkelijke verpleegden waren mannen die ter beschikking gesteld aan de regering waren. Zij hebben, samen met hun begeleiders, met eenvoudige middelen het veen ontgonnen en omgevormd tot een landelijke, agrarische omgeving.

## Natuurgebied
Ten zuiden van het dorp Rekken ligt, deels in Nederland, maar grotendeels in Duitsland, het natuurgebied het Krosewicker Grenzwald.